# 微細構造 (原子物理学)

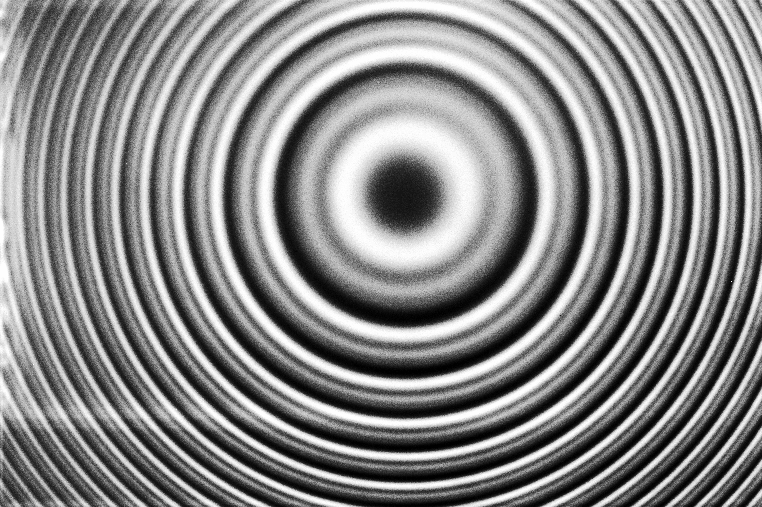
冷却重水素光源とファブリ・ペロー干渉計によって観察される干渉縞。重水素の微細構造が観察される。

微細構造（びさいこうぞう、英語: fine structure）とは、原子物理学においては、原子のスペクトル線に現れる微細な分裂（英語: splitting）を指す。一般にスピン軌道相互作用によって説明され、原子のエネルギー準位に対する一次の相対論的補正を考えることで自然に導入される。
線スペクトルの全体構造（英語: gross structure）は、スピンのない非相対論的な電子を考えることで予言される。水素様原子では、全体構造のエネルギー準位は主量子数 {\displaystyle n} にのみ依存する。しかしスピンの効果や相対論的効果を考慮したより正確な物理模型では、エネルギー準位の縮退が解け、スペクトル線が分裂する。
微細構造分裂の、全体構造分裂に対する相対的な大きさは {\displaystyle \left(Z\alpha \right)^{2}} （{\displaystyle Z}は原子番号）のオーダーであり、ここで現れる定数 {\displaystyle \alpha } は微細構造定数と呼ばれる。
微細構造は3つの補正項へとわけることができ、それぞれ運動エネルギー補正項、スピン軌道相互作用項（SO項）、ダーウィン項と呼ばれる。このとき全ハミルトニアンは以下のように与えられる。
{\displaystyle H=H_{0}+H_{\rm {kinetic}}+H_{\rm {SO}}+H_{\rm {Darwin}}}

## 運動エネルギー補正項
古典力学的には、ハミルトニアンの運動エネルギーの項は
{\displaystyle T={\frac {p^{2}}{2m}}}
である。しかし、特殊相対性理論を考えると相対論的運動エネルギーを用いる必要があり、
{\displaystyle T={\sqrt {p^{2}c^{2}+m^{2}c^{4}}}-mc^{2}}
となる。ここで第1項は全相対論的エネルギーを、第2項は電子の静止エネルギーを表す。この式を展開し、
{\displaystyle T={\frac {p^{2}}{2m}}-{\frac {p^{4}}{8m^{3}c^{2}}}+\dots }
を得る。したがって、ハミルトニアンの1次の補正項は
{\displaystyle H_{\rm {kinetic}}=-{\frac {p^{4}}{8m^{3}c^{2}}}}
である。これを摂動として用い、相対論的効果による1次のエネルギー補正量を求めることができる。
{\displaystyle E_{n}^{(1)}=\langle \psi ^{0}\vert H'\vert \psi ^{0}\rangle =-{\frac {1}{8m^{3}c^{2}}}\langle \psi ^{0}\vert p^{4}\vert \psi ^{0}\rangle =-{\frac {1}{8m^{3}c^{2}}}\langle \psi ^{0}\vert p^{2}p^{2}\vert \psi ^{0}\rangle }
ここで {\displaystyle \psi ^{0}} は無摂動の波動関数である。これと無摂動のハミルトニアン {\displaystyle H^{0}={\frac {p^{2}}{2m}}+V} およびエネルギー準位 {\displaystyle E_{n}} の間に成り立つシュレーディンガー方程式 {\displaystyle H^{0}\vert \psi ^{0}\rangle =E_{n}\vert \psi ^{0}\rangle } から、
{\displaystyle p^{2}\vert \psi ^{0}\rangle =2m(E_{n}-V)\vert \psi ^{0}\rangle }
を得る。この結果を先の1次のエネルギー補正量に用いて、
{\displaystyle {\begin{aligned}E_{n}^{(1)}&=\displaystyle -{\frac {1}{8m^{3}c^{2}}}\langle \psi ^{0}\vert p^{2}p^{2}\vert \psi ^{0}\rangle \\&=\displaystyle -{\frac {1}{8m^{3}c^{2}}}\langle \psi ^{0}\vert (2m)^{2}(E_{n}-V)^{2}\vert \psi ^{0}\rangle \\&=\displaystyle -{\frac {1}{2mc^{2}}}(E_{n}^{2}-2E_{n}\langle V\rangle +\langle V^{2}\rangle )\end{aligned}}}
となる（最後の式では {\displaystyle \langle \psi ^{0}\vert \cdots \vert \psi ^{0}\rangle =\langle \cdots \rangle } と省略して書いた）。
水素様原子の場合、{\displaystyle V={\frac {e^{2}}{r}}} より {\displaystyle \langle V\rangle ={\frac {e^{2}}{a_{0}n^{2}}}} および {\displaystyle \langle V^{2}\rangle ={\frac {e^{4}}{(l+1/2)n^{3}a_{0}^{2}}}} （ただし{\displaystyle a_{0}}はボーア半径, {\displaystyle n}は主量子数、{\displaystyle l}は方位量子数）となるため、エネルギー準位の相対論的補正として、
{\displaystyle E_{n}^{(1)}=-{\frac {1}{2mc^{2}}}\left(E_{n}^{2}-2E_{n}{\frac {e^{2}}{a_{0}n^{2}}}+{\frac {e^{4}}{(l+1/2)n^{3}a_{0}^{2}}}\right)=-{\frac {E_{n}^{2}}{2mc^{2}}}\left({\frac {4n}{l+1/2}}-3\right)}
を得る。

## スピン軌道相互作用項
標準的な基準系 (frame of reference) では、電子が原子核を中心に軌道運動していると捉える。スピン-軌道補正はこの基準系の代わりに電子は静止しており、原子核が電子を中心に軌道運動していると捉えた場合に起きる補正である。この場合、原子核の軌道運動は事実上の環状電流として働き、よって磁場を形成する。 しかし一方、電子それ自身もスピン角運動量による磁気モーメントを持っている。これら2つの磁気ベクトル、{\displaystyle {\vec {B}}}と{\displaystyle {\vec {\mu }}_{s}}が互いに相互作用を起こし、それらの相対的な向きに依存したあるエネルギーコストが生じる。このエネルギーコストが次式のエネルギー補正を引き起こす。
{\displaystyle \Delta E_{\rm {SO}}=\xi (r){\vec {L}}\cdot {\vec {S}}.}

## ダーウィン項
{\displaystyle H_{\rm {Darwin}}={\frac {\hbar ^{2}}{8m_{e}^{2}c^{2}}}4\pi \left({\frac {Ze^{2}}{4\pi \epsilon _{0}}}\right)\delta ^{3}\left({\vec {r}}\right)}
ダーウィン項 (Darwin term, Darwinian Term) は原子核の有効ポテンシャルを変える。これは電子と原子核の静電相互作用が、電子のジグザグ運動（ツィッターベヴェーグンク）や高速量子振動によって乱されていると解釈することができる。